# 왕직 (명나라)
왕직(汪直, 혹은 王直, ？-1559)은 오봉(五峰)이라고도 하며, 호는 오봉선주(五峰船主)이다. 남직례(南直隸) 휘주(徽州) 흡현(歙縣) 자림(柘林) 출신이다. 명대 무상해상집단, 혹은 왜구(倭寇)의 수장이다. 본명은 王直인데 모친성을 따서 汪直이라는 가명을 지었다고도 전한다.

## 생애

### 해적 생활
전설에 의하면 왕직이 태어날 때에는 기이한 현상이 발생하였다고 한다. "젊어서는 낙백하였으나 임협기가 있었으며, 장성하여서는 지략이 뛰어났고 베풀기를 잘하였기에 사람들이 그를 믿고 따랐다"고 기록하고 있다. 가정(嘉靖)19년(1540) 왕직은 서유학(徐惟學)과 섭종만(葉宗滿) 등과 함께 광동(廣東)에서 해선을 건조하였다. 그리고는 "초석, 유황, 명주, 목면 등의 금지 화물을 싣고 일본, 섬라(暹羅), 서양(西洋) 여러 나라에 왕래하여 무역하였고" 폭리를 취하였다. 해외 무역이 당시에는 불법이었기에 왕직이 휘주부 흡현 동향 출신 허동(許棟)의 집단에 참여하여, 불랑기이(佛郞機夷) 즉 포르투갈인들을 꾀어내고 절강 해양을 왕래하면서 쌍서항(雙嶼港)에 정박하여 밀무역을 수행하였다. 허동과 이광두(李光頭)는 연달아 명군의 주환(朱紈)에게 초토되어, 왕직은 새로운 무리를 세우고 자립하여 선주가 되었다. 왕직은 망명한 이들을 불러 모았고, 다랑(多郞), 차랑(次郞), 사조사랑(四助四郞) 등의 왜구와 결탁하여 거함을 건조하였다. 선박을 이은 것이 120보나 되었고 2,000명을 수용할 수 있었으며, 배에 오르면 말을 탈 수 있었다고 한다. 왕직은 동아시아 일대 거대 무장 해상 집단의 수령이 되었으며, 아울러 일본 규슈(九州) 히젠국(肥前國, 나가사키에 해당)의 센고쿠 다이묘(戰國大名) 마쓰라 다카노부(松浦隆信)의 초청에 응하여, 히젠 앞바다에 위치한 히라도섬(平戶島, 현재 나가사키현 소속)을 기지로 삼아 해상 무역에 종사하였다.
처음 시작할 때엔 왕직은 조정에 대한 큰 기대를 안고 있었으나, 지방관원이 사무역(私市)을 묵인하면서, 왕직은 관부와 결탁하고 더욱 분발하였다. 가정31년(1552), 복건(福建) 해적 수령 진사반(陳思盼) 세력을 규합하였다. 그해 히라도에서 "송(宋)"이라는 국호를 정하고 '휘왕(徽王)'이라 칭하였다. 당시 해적들 중에 왕직의 통제를 받지 않는자는 살아가기 어려웠다고 한다.(海上之寇, 非受直節制者, 不得存). 아울러 왕직은 주산(舟山) 역항(瀝港)에 제2의 쌍서항으로 만들고자 기도하였다. 그러나 가정32년(1553) 윤3월 밤에, 명조정이 파견한 총병(總兵) 유대유(兪大猷)가 왕직 군단을 포위하여 섬멸하였고, 왕직은 서해(徐海), 진동(陳東), 소현(蕭顯), 섭마(葉麻) 등을 보내어 왜구와 결탁, 이후에 일본으로 도주하였다. 쌍서항과 역항이 연달아 파괴되면서, 명조의 해금(海禁)이 엄한 가운데 왜구들의 활동이 번성하게 되었다. 왜구 대부분은 중국 연해 주민들이며, 상인이나 일반 백성이 해적이 되었다. 이는 절강 국제 해상 무역 네트워크에 심한 타격을 주었다. 이후 명청대 절강 연해에는 해상들이 평화롭게 경영할 수 있는 땅은 없었다.

### 호종헌의 왕직 초무
가정33년(1554) 4월, 호종헌(胡宗憲)은 절강순안감찰어사(浙江巡按監察御史)에 임명되어 파견되었다. 호종헌의 관직은 병부좌시랑겸도찰원좌첨도어사(兵部左侍郞兼都察院左僉都御史) 총독직절복등처군무(總督直浙福等處軍務, 남직례·절강·복건 등지 군무를 담당한 총독)에 이르러, 동남 연해 항왜(抗倭)의 중임을 맡았다. 호종헌은 장주(蔣洲)와 진가원(陳可願)을 일본에 파견하여 왕직의 양자 왕오(王滶) 일명 모해봉(毛海峰)과 함께 교섭하였고, 마침내 왕직을 만나 사항을 논의하였다. 친척의 무사함을 알게 되자, 왕직은 기쁨을 감추지 못하고 울었고, 사신에게 "나는 본래 난을 일으키려는 것이 아니라 유총병이 나를 도모하려 하여 우리 가속을 구속하였기에 결국 귀로가 끊긴 것이다"라고 토로하였다.(我本非爲亂, 因兪總兵圖我, 拘我家屬, 遂絶歸路.) 그리고 통상과 호시(互市)를 승낙한다는 것에 대하여 왕직은 이의를 제기하지 않았다. 왕직은 명령에 따르고자 하는 의사를 표하였고, 장주를 일본에 남겨둔 채, 왕오에게 진가원을 데리고 귀국하여 호종헌을 만나 구체적으로 초무(招撫)와 호시에 대하여 논의하기로 하였다. 호종헌은 왕오를 후대하였고 왕직에게 의심을 거두도록 하였다.

### 처형 지시와 왕직의 호소
호종헌은 왕직을 초무(招撫)하여 귀국시켰다. 그리고 왕직과 함께 초무에 관하여 논의하고 수하 하정(夏正)을 인질로 삼았다. 왕직은 귀국하여 호종헌과의 접견을 기다렸다. 가정37년(1558) 왕직은 항주(杭州)에서 거닐었고, 순안어사(巡按御史) 왕본고(王本固)가 음력 2월 5일 왕직을 체포하여 하옥시켰다. 조정 삼사(三司)는 회의를 열어 왕직이 왜이(倭夷)를 끌어들이고 악행을 저질러서 천인공노하였다고 결의하였다. 호종헌은 조정의 압력에 못 이겨 왕직을 참수하되 섭종만 등은 이미 귀순하였으니 처형해서는 안 된다고 상주하였다. 가정제(嘉靖帝)는 왕직을 처형하고 섭종만 등은 충군(充軍)하여 유배보내도록 지시하였다. 호종헌은 다음과 같이 말하였다.
왕직 등은 왜구와 결탁하였고 마음대로 노략하여 동남 지역에 소란이 발생하였고 바다는 크게 흔들렸습니다. 신들은 용간책으로 간첩을 보내어 비로소 유인하여 체포할 수 있었습니다. 형률에 따라 징벌하여 후세에 본보기 삼으소서. 섭종만과 왕여현(王汝賢)은 죄를 용서할 수 없지만 왕복하여 귀순하였고 전공을 세운 적도 있어, 일단 죽음을 면하게 하여 귀순자가 스스로 개과천선하는 길을 열어주십시오.

가정제는 다음과 같이 조서를 내렸다.
왕직은 중화를 배반하고 왜이와 결탁하였으니 반역죄가 심히 중한 바, 효수하여 전시하도록 명하라. 섭종만과 왕여현은 귀순하여 공적으로 은혜를 갚겠다고 하였으니 일단 죽이지 말고 변방 위소에 보내어 영원히 충군하도록 하라.

왕직은 죽음에 이르러서도 왜구와 결탁하여 침략하려 한다는 죄를 승인하지 않았다. 이전에 호종헌의 질책에 대항하여 왕직은 "총독공께서 잘못 들으셨습니다! 저는 국가를 위하여 도적을 쫓아내었지 도적이 아닙니다!(總督公之聽誤矣! 直爲國家驅盜非爲盜者也!)"고 반박하였다. 하옥될 때에도 왕직은 "내가 무슨 죄인가? 내가 무슨 죄인가?(吾何罪? 吾何罪?)"라고 반문하였으며, '자명소(自明疏)'를 작성하여 다음과 같이 진술하였다. "생각건대 신 왕직은 이해를 좇아 바다에서 장사를 하고 절강과 복건에서 화물을 팔았으며, 사람들과 함께 이익을 같이하였으며 나라를 위하여 변방을 지켰으나, 도적들과 결탁하여 침공하고 소요를 일으킨 일은 전혀 없었습니다. 이는 천지신명께서 모두 다 아실 것입니다.(竊臣直覓利商海, 賣貨浙福, 與人同利, 爲國捍邊, 絶無勾引黨賊侵擾事情, 此天地神人所共知者)" 스스로 적을 초멸한 공로를 나열한 후에, 왕직은 황제에게 해금을 열어 줄 것을 요청하였고, 견마지로를 다하여 도적을 쫓아내었으니 조정을 위하여 해변 강역을 평정하게끔(效犬馬微勞馳驅, ... 願爲朝廷平定海疆)" 승낙해주길 바랐다. 가정38년 음12월 25일(1560년 1월 22일), 왕직은 항주 절강성 관청의 관항구(官巷口)에서 참수되었다. 형벌 직전 왕직은 아들을 보고 끌어안아 울면서 상투용 금비녀를 쥐어주며 "이 땅에서 죽을 줄은 몰랐다(不意典刑茲土!)"라고 외쳤다고 한다. 죽기 전까지도 흔들림이 없었다고 한다. 처자들은 공신 가문의 노예로 주어졌다. 왕오는 왕직이 하옥한 후 인질 하정을 죽이고 사지를 잘랐다. 왕직의 부고가 전해지자 호종헌은 "친히 해변에 가서 멀리서 바라보며 제사를 지내고 통곡을 그치지 않았으며, 장병들 모두 눈물을 흘리며 차마 그 광경을 볼 수 없었다(親臨海邊望祭之, 慟哭不已, 軍將皆墮淚不能仰視)"고 한다.
이후 유대유는 잠항(岑港)에서 명군에게 포위당한 왕오를 공격하였지만 함락되지 않았고, 최후에는 유대유의 참장(參將) 척계광(戚繼光)의 지휘하에 왕오를 섬멸하였다. 왕직이 처형된 후 수장이 없어지면서 왜구는 더욱 심해졌다.
명말청초 역사학자 담천(談遷)은 호종헌이 당초 왕직을 죽이지 않기로 승낙하였지만, 이후 조정 논의가 흉흉하여 자신의 의견을 유지하지 못하였던 것이며, 만약 왕직이 살았다면 오히려 해적을 단속할 수 있었으니, 왕직 사후에는 전화가 끊이질 않았다고 전한다.

## 같이 보기
- 호종헌
- 후기왜구
- 흡현